# Ciência do Antigo Egito
A ciência do antigo Egito entra de grande prestígio desde tempos remotos. É enormemente significativo o alto nível que esta civilização desenvolveu, bem com a amplitude de conhecimentos que chegaram a dominar.
A tradição, diz que os homens sábios da Grécia Antiga iam até ao Egito para aprender, onde existia uma ciência venerável e um elevado nível de conhecimento cientifico, ainda que, algumas vezes, misturada com praticas mágicas.

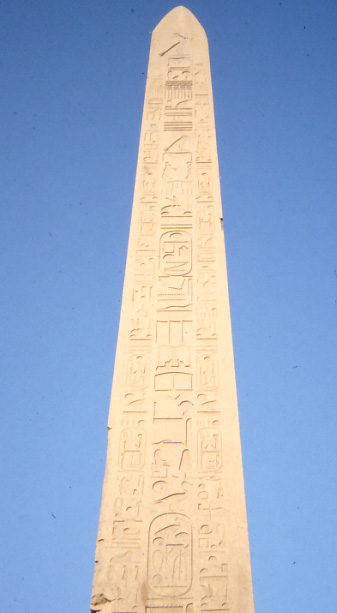
Obelisco de Tutemés III, em Carbaqye

## Matemática[1]

(O olho de Horus) Udyat: hieróglifos dos primeiros números racionais

Entre todos os ramos da ciência que desenvolveram, o mais avançado foi a matemática.
No papiro Rhind vemos como chegaram a dominar a soma, a subtração, a multiplicação e a divisão, sem necessidade de memorizar tabelas de multiplicação, resolver equações com uma incógnita e solucionar problemas práticos bastante complexos. O chamado Teorema de Pitágoras tem o seu precedente no Egito.

## Geometria
A necessidade de voltar a marcar os limites dos terrenos ao baixar o nível das águas do Nilo, depois das inundações anuais, impulsionou o desenvolvimento da geometria e dos instrumentos de medição para o cálculo de áreas, volumes e até mesmo do tempo.

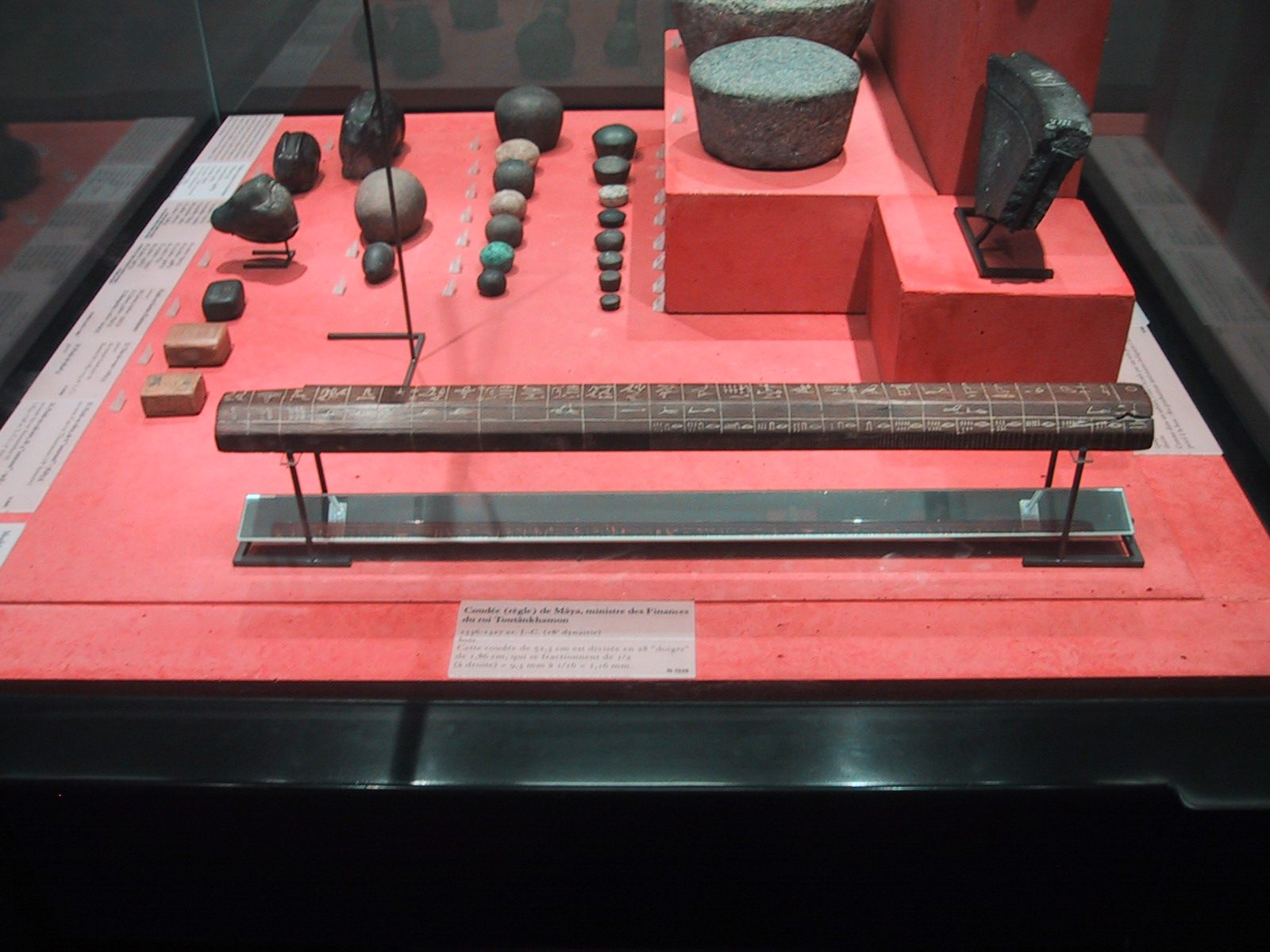
Codo e peças egípcias. (Museu do Louvre, Paris)

### Unidades de comprimento
A unidade de comprimento mais usada foi o côvado, que é a distância entre o cotovelo e a ponta do dedo médio de uma pessoa. Durante a terceira dinastia esta medida, de 52,3 cm, recebeu o nome de côvado real. Dividia-se em medidas inferiores, como o palmo e o dedo.

### Os escribas
Os escribas, funcionários do antigo Egito, recebiam aulas de cálculo e escrita, eram pessoas instruídas e cultas. Registavam o nível do rio Nilo (nilometros), a produção das colheitas e o seu armazenamento, realizavam censos de população e gado, registos de importação e exportação, etc.
Os antigos escribas egípcios registravam suas ideias de várias maneiras. Eles esculpiam inscrições em pedra nas paredes dos templos e pintavam nas paredes dos túmulos. Além disso, faziam uso das fibras de um junco que crescia ao longo das margens do Rio Nilo para criar o papiro, um material de escrita semelhante ao papel, que podia ser enrolado em pergaminhos e usado para armazenar registros.
A durabilidade e resistência do papiro foram notáveis, com alguns desses rolos sobrevivendo por milhares de anos devido ao clima quente e seco, o que ajudou na preservação desses documentos. Posteriormente, após a decifração dos hieróglifos no século XIX, os rolos de papiro se tornaram extremamente valiosos para historiadores e arqueólogos modernos. Eles continham mitos, poesias, histórias populares e listas de faraós, bem como registros da vida cotidiana dos antigos egípcios, fornecendo informações valiosas sobre a história e a cultura do antigo Egito.

## Arquitetura
Os arquitetos reais, com seus conhecimentos de física e geometria, erigiram  edificações monumentais e organizaram o trabalho de grandes grupos de artistas, artesãos e trabalhadores. A escultura, o transporte desde os canteiros do Assuão e a colocação de pesados obeliscos monolíticos de granito ou colossais estátuas implicava um alto nível de conhecimentos. A única das sete maravilhas do mundo que ainda perdura, a pirâmide de Quéops, é um bom exemplo do grau de aperfeiçoamento alcançado nas ciências aplicadas.
Antes da construção das pirâmides, as tumbas e outras estruturas arquitetônicas eram feitas de tijolos de barro e conhecidas como mastabas. No entanto, no início do reinado do faraó Djoser, pouco antes do início do Antigo Império, um arquiteto genial chamado Imhotep decidiu criar uma tumba magnífica e inovadora para o seu rei, feita de pedra. Inicialmente, o projeto era concebido apenas como uma mastaba de pedra, mas Imhotep foi além e construiu mastabas menores de pedra adicionais, uma em cima da outra. O resultado foi uma pirâmide com degraus em várias camadas. Além disso, Imhotep ergueu um grande complexo em torno dela, incluindo templos e outras estruturas.
A pirâmide de degraus de Djoser foi considerada revolucionária, mas algumas décadas depois, durante o reinado de Snefru, um novo estilo de pirâmide com lados lisos surgiu. Nesse período, foram construídas três pirâmides, sendo que a mais impressionante ficou conhecida como a Pirâmide Vermelha, devido ao calcário avermelhado que se revelou após a camada original de calcário branco desgastar-se ao longo dos séculos. Esta pirâmide apresentava lados lisos e alcançava uma altura impressionante de 344 pés sobre a paisagem circundante.
Contudo, mesmo sendo magnífica, a Pirâmide Vermelha não se comparava com a famosa Grande Pirâmide construída pelo filho de Snefru, Khufu, em Gizé, próximo ao Cairo. A Grande Pirâmide de Gizé possuía lados de 756 pés de comprimento e originalmente media 481 pés de altura. Sua base cobria uma área equivalente a quatro quarteirões da cidade e continha impressionantes 2,3 milhões de blocos de pedra, cada um pesando cerca de 2,5 toneladas. Mais do que a Pirâmide de Djoser, a Grande Pirâmide é uma prova marcante da organização e do poder do Estado egípcio.

## Medicina[4]
Os médicos, sunu  "os homens dos que sofrem ou estão enfermos", eram educados em escolas especiais, as casas da vida, como as de Saís e Heliópolis. A medicina era gratuita e estava vinculada aos templos.
Os médicos egípcios classificaram as enfermidades em: as de causas manifestas, como os traumatismos, e as de causas desconhecidas, atribuídas aos deuses ou a espíritos malignos.
A higiene dos médicos e da medicina egípcia, o banho, o asseio e a boa apresentação do médico, era levada muito em conta pelos pacientes e pelo governo.
O deus da medicina egípcia, Imhotep, foi um personagem real divinizado da terceira dinastia. Crê-se que Hesyra, que viveu em cerca de 3 000 a.C., era o médico mais antigo conhecido.
No templo ptolemaico de Com Ombo está gravado um instrumental médico da época.

## Química
A alquimia egípcia é conhecida principalmente através dos escritos de antigos filósofos gregos, que por sua vez sobreviveram, frequentemente, apenas em traduções islâmicas. Praticamente não existe nenhum documento egípcio original sobre alquimia. Estes escritos, se existiram, provavelmente perderam-se quando o imperador Diocleciano ordenou a queima de livros de alquimia  após eliminar uma revolta em Alexandria (292), que havia sido um centro de alquimia e ciência.
Não obstante, recentes expedições arqueológicas terem desenterrado evidencias de análises químicas durante os períodos da  Cultura de Nacada. Por exemplo, o processo de curtir peles animais já era conhecido no VI milênio a.C., possivelmente descoberto por acidente.
Outras evidências indicam claramente que os alquimistas do antigo Egito haviam inventado a argamassa de cal já em 4 000 a.C. e o vidro em 1 500 a.C., e fabricavam-se cosméticos, faiança e também pez para a construção naval. O papiro também tinha sido inventado em 3 000 a.C.
Um dos alquimistas egípcios mais famosos era Marik Alu-Kurard. Chamavam-no sobretudo para fabricar pedras e foi o primeiro a propor a ideia da pedra filosofal, o que se relata em fragmentos de escritos encontrados na tumba do rei Tutancâmon.